# Kommerz
Kommerz ist der veraltete Ausdruck für Handel und Verkehr, heute ist der Begriff negativ konnotiert und wird als Geschäftemacherei oder Profitgier verstanden. 

## Etymologie
Das Wort stammt ursprünglich aus dem Wort für „Handel“ (lateinisch commercium, aus lateinisch cum, „mit(einander)“ und lateinisch merx, „Handelsgut“) und gelangte über französisch commerce als Lehnwort ins Deutsche. Hier blieb es teilweise bis ins beginnende 20. Jahrhundert positiv besetzt. Bereits Meyers Konversations-Lexikon erachtete 1888 den Begriff für veraltet. Davon abgeleitet war im Deutschen Reich bis 1919 der Ehrentitel Kommerzienrat, verliehen nach erheblichen Stiftungen für das Gemeinwohl. In Österreich wird er heute noch als Berufstitel verliehen. 

## Heutige Bedeutung
Heute gilt Kommerz als „veraltet für Handel, Verkehr“ und ist ein „auf Gewinn bedachtes wirtschaftliches Interesse“, ebenso das Adjektiv „kommerziell“. Mit dem Kommerz wird eine Gewinnerzielungsabsicht verbunden. Dagegen ist im Englischen „commercial“ positiv belegt und wird als „kaufmännisch, wirtschaftlich“ interpretiert.
Die heutige Commerzbank hieß bei ihrer Gründung am 26. Februar 1870 „Commerz- und Disconto-Bank“. Kommerz ist heute teilweise wieder positiv konnotiert etwa beim elektronischen Handel E-commerce. „Nicht-kommerziell“ wird als „ohne Gewinnerzielungsabsicht“ verwendet und steht im Kontext mit ehrenamtlicher, gemeinnütziger oder bloß kostendeckender Tätigkeit. Die Kommerzialisierung betrifft die Ausbreitung marktwirtschaftlicher Prinzipien auf ursprünglich nicht marktwirtschaftliche Bereiche wie Kultur, Kunst oder Sport.